# ハイダ (駆逐艦)
ハイダ (HMCS Haida,G63/DDE 215) は、カナダ海軍の駆逐艦。トライバル級。艦名はカナダの先住民族の一つであるハイダ族にちなむ。
ハイダはカナダ海軍、イギリス海軍、オーストラリア海軍において運用された全27隻のトライバル級駆逐艦で唯一現存している艦であり、カナダ海軍艦艇で最大の撃沈戦果を挙げた功績から「王立カナダ海軍の最奮闘艦」（Fightingest Ship in the Royal Canadian Navy）と呼ばれる
。
博物館船として現存しているハイダは1984年にカナダ国定史跡（National Historic Site of Canada）に指定されたほか、2018年にはカナダ海軍の儀礼的な旗艦に任ぜられた。

## 艦歴
ハイダは1941年9月29日に、ニューカッスル・アポン・タインのヴィッカース・アームストロングで建造番号41番として起工、1942年8月25日に進水、1943年8月30日にカナダ海軍で就役した 。ハイダは初代艦長ハリー・G・デウルフ中佐の指揮の下で公試を行った後、1943年10月にスカパ・フローでイギリス海軍本国艦隊に加わった 。
ハイダは11月15日にユー湖から出港した援ソ船団JW54A船団の護衛艦艇に加わり、1943年11月18日から24日まで護衛を実施した。11月28日には、ロシアから戻るRA54B船団を護衛して一切の損害なしに12月9日ユー湖へ到着した。12月20日、ユー湖からロシアへ向けてJW55B船団が出港し、ハイダは護衛任務に参加した。ドイツ海軍の戦艦シャルンホルストが船団を攻撃すべく出撃してきたため、北岬沖海戦でシャルンホルストが沈められるまでの間、ハイダや他の護衛艦艇たちは船団を守り危険から遠ざけていた 。12月23日に船団はドイツ空軍のJu88に攻撃されたが、無傷で切り抜けた。ハイダはRA55B船団の護衛に加わり、コラ湾を12月31日に出港し1944年1月8日にイギリスへ到着した。

### フランス沿岸の作戦
1944年1月10日、ハイダはプリマスで第10駆逐艦戦隊（10th Destroyer Flotilla）に配属され、ビスケー湾やドーバー海峡のフランス沿岸で敵の船舶を掃討することになった（トンネル作戦及びホスタイル作戦） 。第10駆逐艦戦隊と軽巡洋艦ブラック・プリンス、ベローナは第26部隊（Force 26）を編成、4月までハイダは合計19回の任務を実施した
。
4月25日から26日にかけて、ハイダとブラック・プリンス、駆逐艦アシャンティ、カナダ海軍のアサバスカンそしてヒューロンは、ドイツ海軍第4水雷艇戦隊所属のT22型水雷艇T24、T29、T27と遭遇した。T27は早々に被弾してモルレーに撤退し、ハイダはT29を撃沈、T24は損傷しサン・マロへ逃れた。

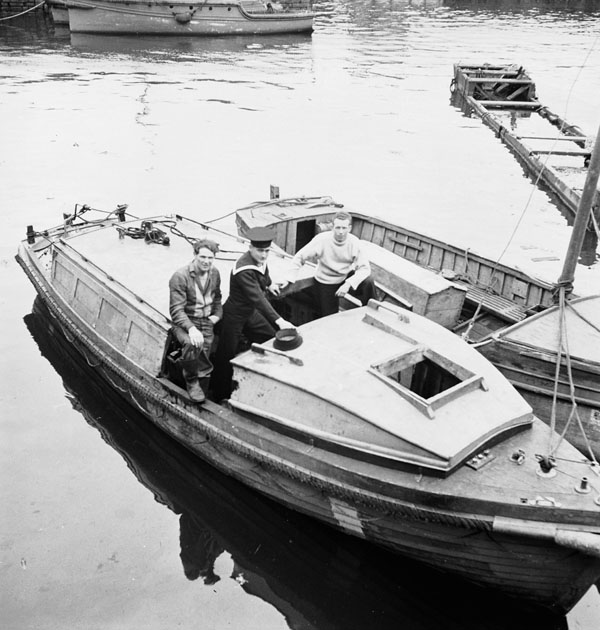
アサバスカンの生存者救助に用いられたハイダの内火艇。1944年4月29日。

4月28日から29日の夜、サン・マロからブレストへ移動しようと試みたT24とT27を、ハイダとアサバスカンがホスタイル作戦の一環としてサン＝ブリユー沖で迎撃した。アサバスカンはT24からの雷撃を受けて沈没してしまったが、ハイダはT27を砲撃し擱座・炎上させた。最終的にT27は高速魚雷艇MTB673によって破壊された。アサバスカンの乗員128名が戦死し、ハイダはアサバスカンの生存者44名を救助した。さらに83名がドイツ軍の捕虜となりフランスへ移送された。
ノルマンディー上陸作戦に先立つ数週間、ハイダと僚艦ヒューロンはホスタイル作戦を継続した。ノルマンディー上陸作戦の期間中、ハイダを含む第10駆逐艦戦隊はドーバー海峡西口で水上戦闘に加わった。6月8日から9日、ハイダは第26任務部隊（Task Force 26）に加わり、ドイツ海軍第8駆逐艦戦隊の駆逐艦Z32、Z24、ZH1、水雷艇T24とイル＝ド＝フランス北西にて交戦した（ブルターニュ沖海戦）。この海戦でハイダとヒューロンは共同でZ32を沈めた 。シェルブールが陥落したことでドイツのSボートはル・アーヴルへ移動したため、第10駆逐艦戦隊は任務から解放された。戦隊はそれから連合軍の高速魚雷艇隊の援護に主要な任務を果たし、フランス沿岸のドイツ側船舶掃討も継続して行った。
6月24日、ランズ・エンド沖のドーバー海峡を哨戒中に友軍のリベレーター爆撃機が敵潜水艦を発見し爆雷攻撃を行った。さらに通報を受けたハイダとイギリス海軍のエスキモーも爆雷攻撃を実施した。数度の攻撃の後、潜水艦は浮上し逃走を図った。ハイダとエスキモーは砲撃を開始し、ついにこの潜水艦を沈めた。このUボートはU-971であり、ハイダは生存者6名を救助した。
7月14日から15日にかけて、ハイダとポーランド海軍の駆逐艦ブリスカヴィカはロリアン沖合のグロワ島付近でドイツ側船団を攻撃した。駆潜艇UJ1420とUJ1421、商船1隻を沈め、他の2隻を炎上させた。8月5日から6日にかけ、ハイダはキネティック作戦の掃討任務に加わった。ハイダを含む掃討部隊はユー島北方で敵船団を攻撃、掃海艇M263、M486、哨戒艇V414と沿岸ランチ オットーを沈めた。戦闘中、ハイダの主砲の一つで砲弾の爆発事故が発生した。この事故で2名が死亡、8名が負傷し、その主砲は使用不能になった。ハイダらはさらに別の船団を攻撃しようと試みたが、沿岸砲台から砲撃を受けたため撤退を余儀なくされた。

### 改装と北方での作戦
ハイダは9月22日に西ヨーロッパを離れ、同月29日ノバスコシア州ハリファックスに到着した。ハイダは新型レーダーを装備した後、1945年1月半ばにスカパ・フローへ戻った。ハイダは3月19日にノルウェーのグレンスンド沖に機雷を投下する空母を護衛し、3月24日から28日にかけてトロンハイム沖の海上輸送攻撃を支援した。4月7日、ハイダはスコットランドのグリーノックから、ソ連側へ引渡すためにヴァエンガへ向かう対潜艦艇7隻を護衛した。
4月16日、JW66船団を護衛するためにハイダはクライド川を下った。4月29日から5月2日にかけてヴァエンガからのRA66船団を護衛中、第二次世界大戦のカナダ海軍にとって最後となる戦闘の一つを経験することになった。船団は攻撃を受け、ハイダとヒューロンの傍をUボートが発射した魚雷が掠めていった。小規模な交戦においてフリゲート艦グッドオールが沈められたもののU-307とU-286の2隻を撃沈し、船団は吹雪の中を無事に通過していった。ハイダとヒューロンは5月6日にスカパ・フローへ戻り、5月17日にノルウェーのトロンハイム・フィヨルドへ展開し、現地住民の歓待を受けた。5月29日から31日にかけて、ハイダ、ヒューロン、重巡洋艦ベリックと第5護衛グループ（5th Escort Group）は降伏したUボートの接収のためトロンハイムへ派遣されている。
ハイダはヒューロンとイロコイと共に、ダウンフォール作戦への参加に備えた改装を受けるため6月4日にハリファックスへ向かう。6月10日の到着後、熱帯地用の改装を受けたが日本の降伏に伴って中断され、ハイダは1946年3月20日に解役された。

### 戦後の任務

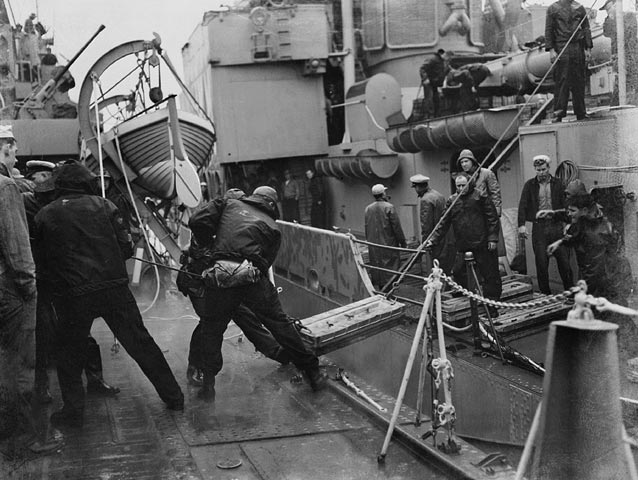
朝鮮戦争においてアメリカ海軍の駆逐艦バックから4インチ砲弾をハイダに移しているところ。1953年6月9日。

ハイダは約1年間予備役に置かれたが、1947年には兵装と電波装備類の近代化のため現役復帰した。既存の主砲は全て撤去され、前部主砲（A砲とB砲）2基は4インチ連装高角砲に、後部主砲は3番砲（X砲）が3インチ連装速射砲 にそれぞれ換装されたほか、4番砲（Y砲）があった場所にはスキッド対潜迫撃砲2基が設置された。Mk.63 砲射撃指揮装置が装備されたほか、メインマストはアルミニウム合金製の高さが低いものに置き換えられ、煙突にはファンネルキャップが取り付けられている
。
ハイダには275型、SPS-10、SPS-6、293型、262型レーダーと140型、174型ソナーが備えられた。改装中に火災で艦橋が焼けたほか、速度試験中にボイラー配管が破裂する事故が発生した。1947年5月にハイダは艦隊に復帰した。ペナントナンバーはG63のままであった。
ハイダと姉妹艦ヌートカは、続く数年間をアメリカ海軍やイギリス海軍とカナダ海軍大西洋艦隊間の共同演習に参加して過ごし、1948年秋にはハドソン湾を通過した初めてのカナダ海軍艦になった。1949年6月4日には、ノバスコシア州ポート・モートンで座礁事故を起こした空母マグニフィセントの救援に参加した。1949年11月、ハイダは大西洋上に墜落したアメリカ空軍のB-29爆撃機の乗員18名を救助している 。12月、ハイダはハリファックスで倉庫艦・宿泊艦に格下げされた。
1950年6月25日に朝鮮戦争が始まったことでハイダは活性化された。1950年7月に護衛駆逐艦への改装が始まり、兵装、センサー、通信機器類が更新された。改装が完了したハイダは1952年3月15日に再就役し、新たなペナントナンバーDDE 215が与えられた。9月27日にハイダは日本の佐世保へ向けハリファックスを出港、パナマ運河を通過し11月6日に到着した。
ハイダは11月18日からヌートカを支援し、朝鮮半島西岸で空母の護衛や沿岸部の哨戒を行い11月29日に補給のため佐世保へ戻った。12月4日に朝鮮半島東岸を哨戒し、アメリカ海軍の護衛駆逐艦ムーアと共同で城津の鉄道操車場、沿岸砲台、北朝鮮軍部隊を砲撃した。12月18日から19日にかけてハイダは敵の列車を砲撃したが、その蒸気機関車は傍のトンネルに隠れてしまい「トレインバスターズ・クラブ」（Trainbusters Club）の仲間入りはならなかった。ハイダは1953年1月3日に哨戒へ戻り、空母の護衛と沿岸部の砲撃を継続した。1月29日、利原郡北部の列車を攻撃し、ハイダは「トレインバスターズ・クラブ」の仲間入りを果たした。5月26日には2編成目の列車を破壊、白翎島への帰路で漂流していた機雷1個を爆破している。6月12日にハイダは佐世保へ戻り、西回りでスエズ運河を通過し1953年7月22日にハリファックスへ到着した。
ハイダは二度目の朝鮮展開のため1953年12月14日にパナマ運河を抜けて1954年2月5日に到着した。既に休戦協定が結ばれてはいたものの、北朝鮮と中国の協定違反行為が発生していたため、韓国周辺でプレゼンスを示す必要があった。1954年9月12日に朝鮮水域を離れたハイダはスエズ運河を抜けて11月1日ハリファックスに帰着した。
朝鮮半島での任務後、ハイダは他の北大西洋条約機構加盟国の艦艇と共に大西洋と西インド諸島での対潜哨戒任務に就く。1956年5月、ハイダはイロコイとヒューロンと共に都市や街、港を訪問した。
ハイダの艦体や装備は不具合を抱えており、1958年1月から改装が実施された。様々な問題解消のために更なる改装を実施した後、1960年1月に西インド諸島へ向かう。しかしながら、4月3日に舵機歯車で故障が発生したことでハイダの不具合は最高潮に達し、ハリファックスへ引き返さざるを得なくなった。5月の全面点検の結果、ハイダには広範な腐食や亀裂が発見され、年内いっぱいを乾ドックで過ごすことになった。1961年3月に荒天下での任務中、新たな亀裂が見つかったため6月から7月に更なる修理を行った。1962年3月には再び亀裂が発見され、1963年2月まで修理に費やした。

### 保存

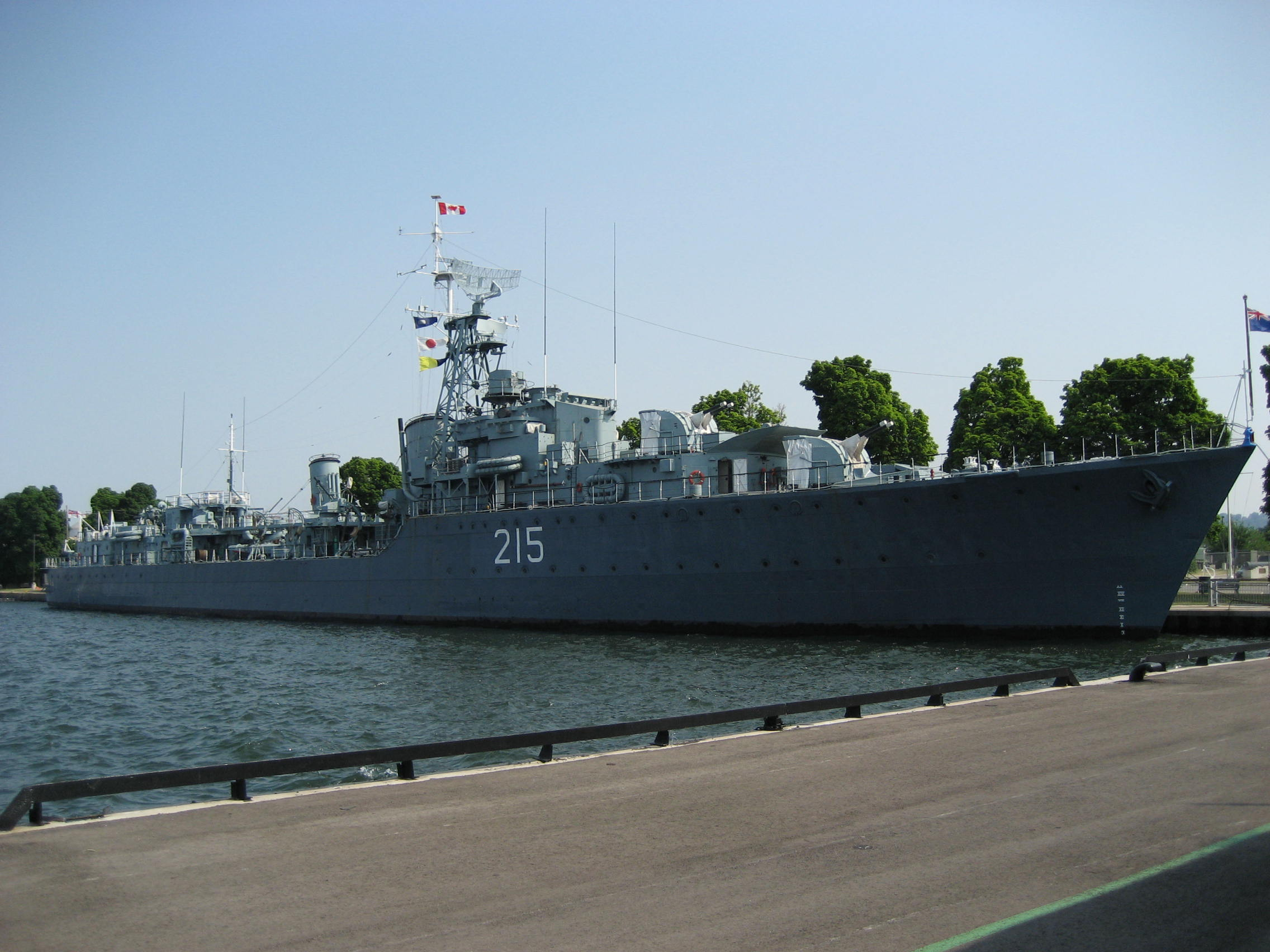
ハミルトンの第9埠頭に係留されているハイダ。

続く困難の中、ハイダは最後の任務に充てられ、五大湖での夏の巡航を行った。1963年4月25日、ハイダはテレビスタジオを載せてハリファックスを出港し、様々な巡航や兵装の訓練を実施した。巡航の参加者の中には、元カナダ海軍の下士官であったニール・ブルース（Neil Bruce）がいた。ブルースはハイダをスクラップの運命から救い保存を試みるために、他の4人と共にハイダ株式会社（HAIDA Inc.）を結成した。ハイダは1963年4月30日に退役した。ハイダは20年間の現役生活で地球27周分に相当する688,534.25海里（1,275,165.431km）を航行し、カナダ海軍艦艇で最も多くの敵艦艇を撃沈した。
ハイダはハリファックスへ戻り、シドニーのプロテクター海軍基地で予備役のカテゴリーCに置かれた。1964年に王室資産払下機構（Crown Assets Distribution）は、カナダ海軍の予算削減の一環としてハイダをスクラップとして払い下げると発表した。ハイダ株式会社は20,000ドルで入札し、所有権を獲得した。準備の後、カナダ海軍はハイダを民間の所有物にするため、ケベック州ソレルのマリーン・インダストリーズの造船所へ曳航した。
カナダ海軍の予備役部隊HMCS ヨークが最小限の乗員を派遣し、ハイダは2隻のタグボートにトロントへ曳航された。1964年8月25日、来賓であるハイダの初代艦長ハリー・デウルフ退役中将と共にハイダは到着した。ハイダは修復の上で、再びG63のペナントナンバーを施されヨーク通りの近くに接岸した。
1965年8月、ヨーク通り近くの埠頭でハイダは一般公開された。当初、トロント市はエキシビション・プレイス近傍のプリンセス・ゲート近くに「軍人記念公園」（Serviceman's Memorial Park）を建設し、ハイダの保存運動と結び付けようとしていた。60年代後半にハイダ株式会社は資金的な困難に直面し、ハイダの権利は州政府に1ドルで売却された。1970年にハイダはアミューズメント施設オンタリオパレスがあるトロント海岸の西の端に移された。王立カナダ海事訓練生の訓練施設としても用いられた。

### カナダ国定史跡「HMCS ハイダ」

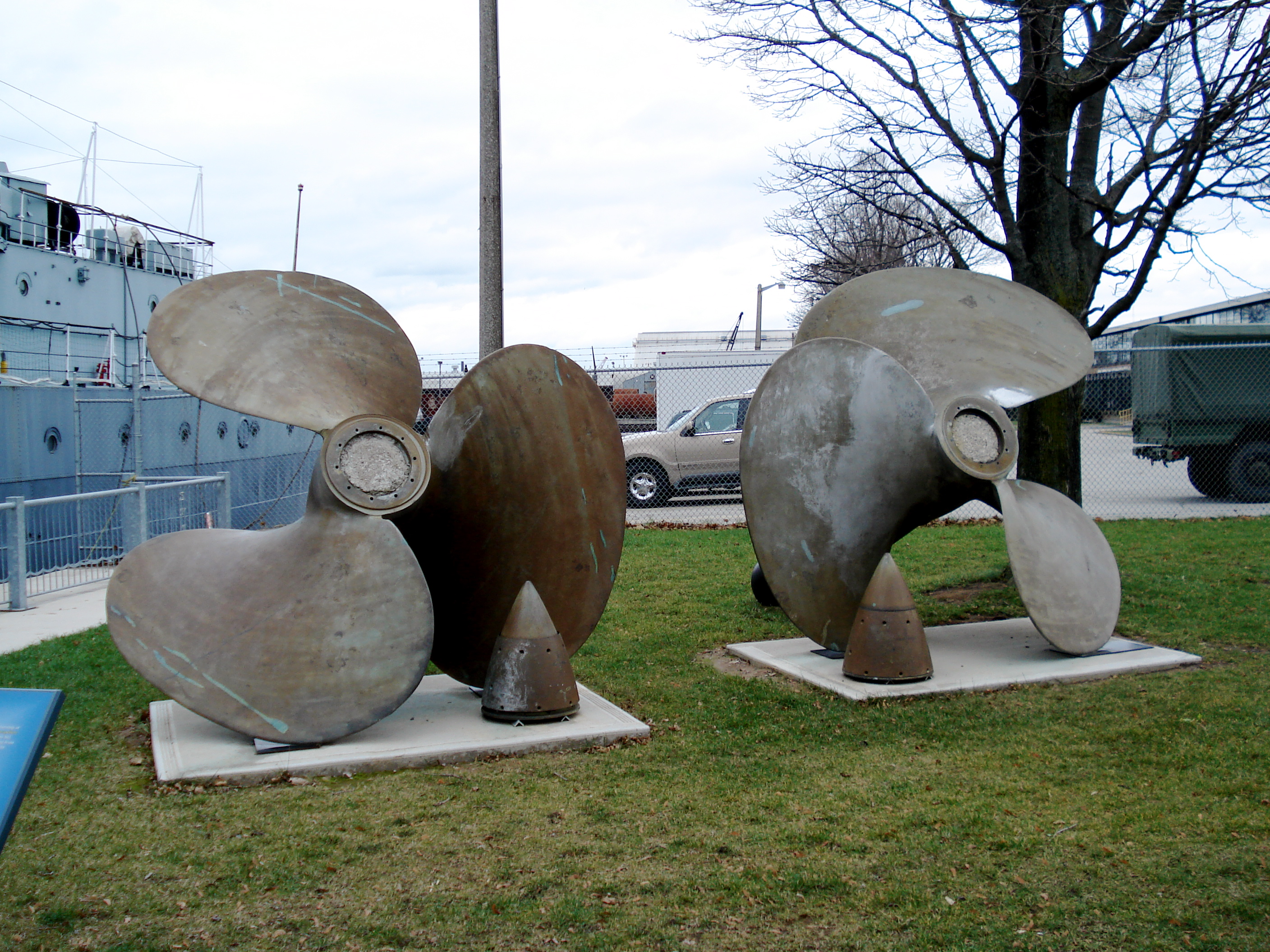
ハイダの隣に展示されているハイダのスクリュー。

2002年、オンタリオ州ハミルトンのカナダ議会議員シェイラ・コップスの推進によりパークス・カナダが州政府からハイダを購入し、艦体の改修作業のため5,000,000ドルと非常な困難を伴いハイダをオンタリオパレスからポート・ウェラーへ曳航した。この改修作業でハイダのペナントナンバーは再びDDE 215に戻された。
ハイダがカナダ海軍に就役して60周年となる2003年8月30日、第31王立カナダ海事訓練生部隊「ライオン」による12ポンド海軍砲の11発の祝砲に迎えられ、ハイダは新天地のハミルトン海岸に到着した。ハイダは現在カナダ国定史跡として、また博物館船としてハミルトン海軍予備部隊HMCS スターの正面のハミルトン海岸で展示されている。
2006年6月、ポーランドのグディニアで式典が行われ、ハイダはポーランド海軍の駆逐艦ブリスカヴィカと「双子」の協定を結んだ。両艦は第10駆逐艦戦隊所属として共に第二次世界大戦を戦い、共に博物館船として現存している。2009年にはチャールズ3世（当時皇太子）と妻のカミラ妃が訪問、2010年6月29日にはノバスコシア州副総督公邸においてエディンバラ公フィリップ王配がワールドシップ・トラスト・サーティフィケート（World Ship Trust Certificate）のハイダの代表者に推戴された。2016年9月、ハイダは修理と改装のためヘドル・マリーン社（Heddle Marine）へ曳航され、同年12月まで作業を行った。2018年2月、ハイダはカナダ海軍の儀礼的な旗艦に指定された。
1963年1月9日に創設され、オンタリオ州ミシサガのストリーツビルに所在する第186王立カナダ海事訓練生部隊「ハイダ」はハイダにちなんでいる。博物館としてのハイダはカナダ博物館協会、カナダ遺産情報ネットワーク、カナダ軍事博物館機構そしてヴァーチャル・ミュージアム・オブ・カナダと提携している。

## 栄典
- ハイダは現役期間で5個の戦闘名誉章(Battle Honour)を受章した。

Arctic 1943-45 ・ English Channel 1944 ・ Normandy 1944 ・ Biscay 1944  ・ Korea 1952-53
- カナダ国定史跡（1984年）
- カナダ海軍旗艦（2018年）